# Dale Mortensen
Dale Thomas Mortensen (ur. 2 lutego 1939 w Enterprise w stanie Oregon, zm. 9 stycznia 2014 w Wilmette w stanie Illinois) – amerykański ekonomista, laureat Nagrody Banku Szwecji im. Alfreda Nobla w dziedzinie ekonomii (wspólnie z Christopherem Pissaridesem z London School of Economics oraz Peterem Diamondem z Massachusetts Institute of Technology) za „analizę rynków z tzw. search frictions”.
Uzyskał licencjat z ekonomii na Willamette University oraz doktorat w tej samej dziedzinie na Carnegie Mellon University. Od 1965 roku był profesorem na Northwestern University. W latach 2006–2010 piastował funkcję Niels Bohr Visiting Professor na duńskim Uniwersytecie w Aarhus. Jego badania obejmują zagadnienia makroekonomiczne, w szczególności ekonomikę pracy.

## Wybrane publikacje
- D. Mortensen and E. Nagypál (2007), More on unemployment and vacancy fluctuations. Review of Economic Dynamics 10 (3), pp. 327–47.
- D. Mortensen (2005), Wage Dispersion: Why Are Similar Workers Paid Differently?, MIT Press. ISBN 0-262-63319-1.
- K. Burdett and D. Mortensen (1998), 'Wage differentials, employer size, and unemployment.’ International Economic Review 39, pp. 257–73.
- D. Mortensen and C. Pissarides (1994), Job creation and job destruction in the theory of unemployment. Review of Economic Studies 61, pp. 397–415.
- D. Mortensen (1986), 'Job search and labor market analysis.’ Ch. 15 of Handbook of Labor Economics, vol. 2, O. Ashenfelter and R. Layard, eds., North-Holland.
- D. Mortensen (1982), Property rights and efficiency of mating, racing, and related games. American Economic Review 72 (5), pp. 968–79.
- D. Mortensen (1982), The matching process as a non-cooperative/bargaining game. In The Economics of Information and Uncertainty, J. McCall, ed., NBER, ISBN 0-226-55559-3.
- D. Mortensen (1972), A theory of wage and employment dynamics. In Microeconomic Foundations of Employment and Inflation Theory, E. Phelps et al., eds., Norton, ISBN 978-0-393-09326-1.

## Członkostwa
- 1979 – członek Econometric Society, 1979
- 2000 – członek American Academy of Arts and Sciences[4]

## Nagrody i wyróżnienia
- Alexander Henderson Award, 1965
- IZA Prize in Labor Economics(inne języki), 2005
- Nagroda Nobla w dziedzinie ekonomii, 2010; wspólnie z Christopherem Pissaridesem oraz Peterem Diamondem[2]